# Gradle
Gradle — система автоматичного збирання, яка далі розвиває принципи, закладені в Apache Ant та Apache Maven і використовує предметно-орієнтовану мову (DSL) на основі мови Groovy замість традиційної XML-подібної форми представлення конфігурації проєкту. Для визначення порядку виконання завдань Gradle використовує орієнтований ациклічний граф ("DAG").
На відміну від Apache Maven, заснованого на концепції життєвого циклу проєкту, і Apache Ant, в якому порядок виконання задач (targets) визначається відношеннями залежності (depends-on), Gradle використовує спрямований ациклічний граф для визначення порядку виконання завдань.
Gradle було розроблено для побудови мультипроєктів, які можуть розростатися, і підтримує інкрементальне збирання. Вона визначає, які частини було змінено, і виконує тільки ті задачі, які залежать від цих частин.
Основні плагіни призначені для розробки і розгортання Java, Groovy і Scala додатків, але готуються плагіни і для інших мов програмування.

## Приклад проєкту для Java
Розглянемо приклад проєкту, в якому використовується стандартна структура каталогів Maven для вихідних кодів і ресурсів. Така структура містить наступні каталоги:
- src/main/java,
- src/main/resources,
- src/test/java,
- src/test/resources.

build.gradle
```
apply
 
plugin:
 
'java'

```

Результат виконання команди gradle build для збірки проєкту
```
> gradle build
:compileJava
:processResources
:classes
:jar
:assemble
:compileTestJava
:processTestResources
:testClasses
:test
:check
:build

BUILD SUCCESSFUL

```

Java плагін емулює життєві цикли Maven, у вигляді завдань в спрямованому ациклічному графі залежностей для входів і виходів кожного завдання. У цьому прикладі виконання завдання build залежить від результату виконання завдань check і assemble. Також завдання check залежить від test, а assemble від jar.
Gradle також дозволяє використовувати для проєктів структуру каталогів, що відрізняється від конвенції Maven. У наступному прикладі буде розглянуто проєкт, в якому вихідний код знаходиться в каталозі src / java, а не в src / main / java.
build.gradle
```
apply
 
plugin:
 
'java'

sourceSets
 
{

    
main
 
{

        
java
 
{

            
srcDirs
 
=
 
[
'src/java'
]

        
}

    
}

}

```